# Бистром, Фёдор Антонович
Фёдор Антонович Бистром (нем. Wilhelm Friedrich Karl von Bistram; 1784—1820) — генерал-гевальдигер 2-й армии, член декабристского Союза благоденствия.
Принадлежал к эстляндской ветви древнего рода фон Бистром. Брат А. А. Бистрома.

## Биография
Родился 28 марта 1784 года на мызе Каппель.
На русской войсковой службе с 1798 года: 26 августа он вступил подпрапорщиком в Софийский пехотный полк; 30 октября 1802 годо по собственному желанию был уволен от службы поручиком.
В апреле 1804 года женился на Каролине Богдановне (Каролина-Вильгемина) фон Баранов (1785—1869). С 20 ноября 1806 года — на гражданской службе в Юстиц-коллегии, титулярный советник с 31 декабря 1806 года; 29 ноября 1808 года переведён в экспедиции Государственного ассигнационного банка — до 28 августа того же года. С 13 марта 1810 года переведён инженер-капитаном в Корпус инженеров путей сообщения.
С 10 мая 1813 года — штабс-капитан (с 23 сентября того же года — капитан) лейб-гвардии Егерского полка, в составе которого участвовал в заграничных походах против Наполеона. Участвовал также в сражениях под Лейпцигом (октябрь 1813) и Парижем (март 1814).
Полковник, с повелением состоять при армии, с 15 мая 1816 года; 4 апреля 1819 года был назначен генерал-гевальдигером 2-й армии на юге России.
Масон, член петербургской ложи «Пламенеющая звезда». Был также членом «Союза благоденствия».
Умер в Тульчине до декабрьского восстания, 15 мая 1820 года.

## Награды
- Орден Святого Иоанна Иерусалимского кавалерский крест (1 ноября 1801)[4]
- Орден Святого Владимира 4-й степени
- Серебряная медаль «В память Отечественной войны 1812 года»
- Орден «Pour le Mérite»[1] (Королевство Пруссия)
- Орден Красного орла 3-й степени (Королевство Пруссия)